# 門博文
門 博文（かど ひろふみ、1965年〈昭和40年〉8月18日 - ）は、日本の政治家。衆議院議員（3期）、国土交通大臣政務官を歴任。ウナギ料理店「峠のうなぎ 美しま」店主。

## 経歴
和歌山県伊都郡かつらぎ町生まれ。かつらぎ町立笠田中学校、和歌山県立笠田高等学校、和歌山大学経済学部経営学科を経て、松下興産に入社。2006年からは松下興産が開発したホテル・リゾートの運営会社ロイヤルパインズの社長を務めた。
2011年に自由民主党和歌山県第一選挙区支部長に就任したのち、2012年の第46回衆議院議員総選挙で和歌山1区に自由民主党から出馬。民主党の岸本周平に300票差で敗れたが、重複立候補していた比例近畿ブロックで復活、初当選した。
2014年の第47回衆議院議員総選挙では岸本に 7,803差で再度敗れるも、重複立候補していた比例近畿ブロックで復活し、再選。
2016年、自民党の部落問題に関する小委員会事務局長に就任。12月9日、「部落差別解消推進法」が参院本会議で可決、成立した。議員立法を推進した自民党の二階と門、同党の県議らは12月11日、長年にわたり同法の必要性を訴えてきた部落解放同盟県連合会の元執行委員長の故・中澤敏浩の和歌山市新中島にある自宅を訪れ、同法成立を報告した。
2017年の第48回衆議院議員総選挙では岸本に三度敗れるも、重複立候補していた比例近畿ブロックで復活し、3選（惜敗率78.755％）。
2019年11月13日、第4次安倍第2次改造内閣で国土交通大臣政務官（航空、港湾、都市、住宅などの担当）に就任。
2021年の第49回衆議院議員総選挙では岸本に四度敗れ、比例復活もならず議席を失った。
2023年、岸本が2022年和歌山県知事選挙への出馬準備のため辞職したことに伴う補欠選挙に立候補したものの、日本維新の会の林佑美に敗れ、小選挙区では5度目の落選となった。
同年、いわゆる一票の格差を是正するために行われた2022年（令和4年）公職選挙法改正による自民党和歌山県連内での候補者調整の結果、新和歌山1区の支部長に鶴保庸介が就任することが発表された。
2023年9月には、かつらぎ町にうなぎ専門店「峠のうなぎ 美しま」を開業した。

## 人物
- 父は元和歌山県議会議員の門三佐博[16]。
- 2014年の所得は和歌山県関係の国会議員のうち2番目に多く1972万円で、議員報酬のほか、取締役を務める和歌山マリーナシティからの収入があった[17]。
- 趣味は読書、料理[1]。尊敬する人物は松下幸之助、田中角栄、松山千春[1]。
- 自身が店主をつとめるウナギ料理店について門は「週末の来店者の７〜８割は県外からのお客さんで、地元の人に愛されながら、観光客にお金を使ってもらい、事業を成功させたい。最終目標は全国展開して雇用を生み、地方を元気にすること」と述べている[4]。

## 不祥事
- 2015年3月5日発売の「週刊新潮」が、門と自民党衆議院議員の中川郁子が同年2月23日の午後6時すぎ、第2議員会館前でタクシーを拾って六本木へ向かい、路上で唇を重ねたと写真付で報じた。同誌は門が「妻との間に、3人の娘がいる」と記し、交際が不適切なものであると強調した[18][19]。門は3月5日、「お酒で気が緩み、軽率で誤解を招く行動だったと深く反省しております」と謝罪コメントを出した[20]。報道を受け、公式サイトより、家族構成などが記載されていたプロフィールを削除した[21]。
- 2021年1月7日、菅首相は、東京都、埼玉県、千葉県、神奈川県の1都3県において新型コロナウイルスによる緊急事態宣言を1月8日に出すと発表した[22]。緊急事態宣言が発令された1月8日夜、門の公設第2秘書と、鶴保庸介参議院議員の公設秘書2人は和歌山市内の韓国料理店で食事をとった後、別の和食居酒屋へ移動。そして3軒目の市内のカラオケバーで、3人とも新型コロナウイルスに感染した。同カラオケバーでの感染者は店員を含め計12名におよび、1月21日、和歌山県は県内21例目の「クラスター」と認定した[23]。

### 旧統一教会との関係
- 2023年2月6日に記者会見し、2014年7月に旧統一教会の関連団体の会合に出席し、祝電やメッセージの依頼にも応じて送り、年2～3回の朝食勉強会にも出席し、2021年の衆院選においては電話かけのボランティア数人の申し出を受け入れていたことを明らかにした[24][25]。

## 政策
経済
- カジノ解禁に賛成[26]。
- 「消費税の軽減税率を0％として全品目に適用すること」を掲げた『「令和の恐慌」回避のための50兆円規模の補正予算編成に関する提言』に賛同している[27]。

内政
- 選択的夫婦別姓制度導入に反対としている一方で[28]、2021年3月に自民党有志が設立した「選択的夫婦別氏制度を早期に実現する議員連盟」に参加し、同連盟の幹事に就任している[29]。

人権
- 2016年、門が議員立法提案者の事務局長を務めた部落差別解消を目指す「部落差別の解消の推進に関する法律」が可決、成立した[30]。差別問題にひたむきに取り組む[30]。
- ヘイトスピーチを法律で規制することに反対[31]。

外交
- 北朝鮮の無謀な挑発に毅然とした対応で臨む[30]。

教育
- どんなに貧しい家庭に育っても意欲さえあれば大学、専門学校に進学できる社会へと改革する[30]。
- 幼児教育の無償化、高等教育の負担軽減による人づくり革命を進める[30]。

和歌山
- 住民が主体となって住み心地のいい小都市づくり「スローシティ」の導入を検討する[30]。
- 和歌山にIR（統合型リゾート施設）を誘致する[30]。
- 観光立県に向け先頭に立つ[30]。外国人観光客を呼び込むため和歌山港ヘのクルーズ船の寄港回数の増加を目指す[30]。

## 所属団体・議員連盟
- 感染対策を資材と方法から考える超党派議員連盟
- 自民党部落問題に関する小委員会[7]
- 自民党たばこ議員連盟[32]
- 神道政治連盟国会議員懇談会[33]
- 日本の未来を考える勉強会[34]
- ボーイスカウト振興国会議員連盟 [35]
- 選択的夫婦別氏制度を早期に実現する議員連盟（幹事）

## 著書

### 寄稿
- 自民党国家戦略本部 編『日本未来図2030』、日経BP社、2014年12月、ISBN 4822225194